# Centraal Militair Hospitaal
Het Centraal Militair Hospitaal (CMH) is een militair ziekenhuis in Utrecht. Het ziekenhuis valt onder het ministerie van Defensie, en specifiek onder de Defensie Gezondheidszorg, onderdeel van het Defensie Ondersteuningscommando (DOSCO). 
Het CMH is er voor de militaire patiënt die er terecht kan voor medische zorg en behandeling, zodat hij of zij weer beter inzetbaar is. De zorg is specialistisch en toegespitst op de militair.

## Geschiedenis
Het CMH is in 1991 ontstaan uit de samenvoeging van het Marine Hospitaal Overveen in Overveen en het Militair Hospitaal Dr. A. Mathijsen (MHAM), dat van 1940 tot 1991 gevestigd was in de buurt Oog in Al in Utrecht. Dit naar Antonius Mathijsen genoemde ziekenhuis was op zijn beurt voortgekomen uit het Groot Rijks Hospitaal ter Lering, later Rijks Hospitaal ter Instructie genoemd, een groot militair ziekenhuis met 15 zalen en 500 bedden aan de Springweg in Utrecht.
Het CMH werkt nauw samen met het ernaast gelegen Universitair Medisch Centrum Utrecht (UMC Utrecht). Het CMH legt de nadruk op poliklinische activiteiten, dagbehandeling en kortdurende opnames. Voor complexere zorg, zoals de hartbewaking, de intensive care, high en medium care en spoedeisende hulp gaan patiënten naar het UMC Utrecht.